# 애플-인텔 아키텍처
애플-인텔 아키텍처(Apple-Intel architecture)는 애플에서 개발한 인텔 x86 프로세서 기반의 애플 매킨토시 개인용 컴퓨터에 쓰이는 이름이다. 이를 인텔 맥(Intel Mac)이라고도 부른다.

## 맥 오에스 텐을 비롯한 다른 운영 체제 실행

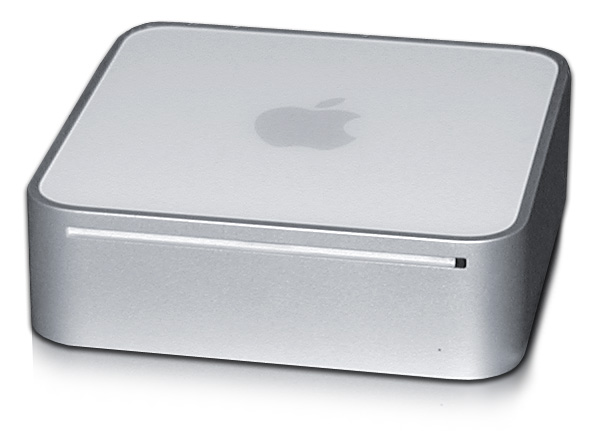
인텔 맥 코어 (맥 미니)

2006년 4월 5일에 애플은 부트 캠프의 베타 버전의 다운로드를 제공하기 시작하였다. 이 버전은 인텔 기반의 맥 컴퓨터 사용자들이 윈도우 XP 서비스팩 2를 시동할 수 있는 기술의 총집합이다. 2007년 3월 28일에, 부트 캠프 1.2 베타 가 공개됨에 따라 윈도우 비스타를 지원하기 시작하였다. 마지막 버전의 부트 캠프는 맥 오에스 텐 v10.5 레퍼드에 포함되어 있다.
리눅스 또한 부트 캠프를 통해 시동할 수 있다.
윈도우 XP용 하드웨어 버전을 대부분 제공하는 부트 캠프가 있기 전에는, XP용 드라이버를 찾기는 그리 쉽지 않았다.
여러 개의 운영 체제를 시동할 때 다음과 같은 이점이 있다:
- 사용자가 바라는 시스템과 인터페이스를 선택할 수 있다.
- 윈도용으로만 설계된 프로그램을 실행할 수 있다.
- 하나의 운영체제에서만 빠르게 동작하도록 설계된 소프트웨어를 이용할 수 있다.
- 비슷한 하드웨어를 갖춘 상황에서 운영 체제를 더 쉽게 변경할 수 있다.
- 애플-인텔 컴퓨터를 사용하여 같은 하드웨어를 사용하여 두 개의 시스템을 제공한다.
- 별도의 하드웨어를 구매하지 않고 다른 운영체제의 응용 프로그램을 테스트해 볼 수 있다.

## 기술
애플 인텔 하드웨어 위에서 운영 체제의 실행에 지원을 받아야 하는 새로운 하드웨어와 펌웨어 부품은 다음과 같다.

### GUID 파티션 테이블
GUID 파티션 테이블(GUID Partition Table, GPT)는 하드 디스크 내 파티션 테이블의 레이아웃을 규정하는 표준이다. 인텔은 기존의 PC BIOS를 대체하기 위한 확장 펌웨어 인터페이스의 표준을 제안하면서 그 일부로 GPT도 제안하였다. 기존의 마스터 부트 레코드(Master Boot Record) 대신 GPT를 쓰면 된다.

### Dont Steal Mac OS X.kext
Dont Steal Mac OS X.kext는 맥 오에스 텐 운영 체제의 인텔 기능 버전에 있는 파일이며, 맥 오에스 텐의 사용자가 저작권 침해를 하지 않도록 요청한다.

## 가상화
인텔 맥에서 찾을 수 있는 인텔 코어 듀오, 코어 2 듀오, 제온 프로세서는 인텔의 VT-X 기술을 지원함으로써 높은 성능을 제공하고 사용자에게 듀얼 부팅 대신 두 개 이상의 운영 체제를 동시에 바꿀 수 있는 기능을 제공한다.

## 같이 보기
- 애플 인텔 변화
- BAPCo 컨소시엄